# Grad Čilberk
Grajska ruševina Čilberk, nem. Burgruine Zeiselberg ali kratko Zeiselburg je ostanek nekdanjega višinskega gradu na vzpetini nad vasjo Čilberk, ki nadgleda Čilberško polje v stari občini Šenttomaž pri Celovcu oz. v današnji politični občini Štalenska gora na avstrijskem južnem Koroškem. Grad sega nazaj v 13. stoletje, vendar je verjetno obstajal le nekaj desetletji. V novejšem času je pri izkopavanjih prišlo na dan nekaj delov, nekaj je bilo restavrirano, tako da je nastala priljubljena izletniška točka.

## Zgodovina
Rodbina Čilberžanov (Zeiselberger), ki so bili ministeriali koroških vojvod, najdemo v listinah prvič leta 1202. Družina je bila stranska linija Freiberžanov (Freiberger), ki so bili v 12. stoletju lastniki vojvodskega gradu Freiberg severno od Šentvida ob Glini.
Grad se prvič omenja v neki listini iz leta 1250 kot lastnino Čilberžanov (Herren von Zeisel). Dal ga je na novo zgraditi v drugi polovici 13. stoletja Albert de Zeyselberg, sin Heinricusa Ziesela, ki je bil vojvodski  dvorjan, pristojen za pijače (Mundschenk) ter med letoma 1267 in 1269 vrhovni sodnik na Koroškem.  S smrtjo Alberta je rodbina Čilberžanov izumrla v moški liniji že v 70ih letih 13. stoletja. Njegova udova Aleiza je morala še pred lastno smrtjo vrniti posestva, ki si jih je bil prilastil njen mož. Njeni zeti so se udeležili leta 1292 vstaje proti Habsburžanom. Po zatrtju upora je grad bil oblegan in maja meseca leta 1293 tudi zrušen. Grad verjetno nikdar ni bil več na novo postavljen. V 15. stoletju so zapisani Mordaxovi, rodbina koseškega rodu, ki se vzpela med plemstvo, kot lastniki posestva Čilberk. Cesar  Friderik III. (Friedrich III.) podeli posestvo Čilberk leta 1493 rodbini Siegendorfer. Kasneje posestva ne najdemo več v listinah.
Leta 1989 je začel posestnik parcele, Kurt Zechner, z izkopavanji ter z rekonstrukcijo nekaterih delov z na mestu najdenimi ostanki. Lokalno društvo si prizadeva raziskovanje in rabo ruševine.

## Opis
Ruševina gradu se nahaja na 600 mnv. nad istoimensko vasjo in poljem poimenovanim po njima. Dokaj mali grad oz. njegovo jedro je na severni in na zahodni strani zaščitil mogočen jarek. Neenakomerno krožno obzidje je imelo jajčasti tloris. Skozi vrata na vzhodni strani se je prišlo v malo dvorišče. Desno od grajskih vrat se je nahajal mali reprezentativni »palas« oz. stanovanjski del gradu ter druga stanovanjska in gospodarska poslopja. Severozahodno palasa se nahajata kovačija in cisterna s sistemom za filtriranje vode. Nasproti vhodnih grajskih vrat se je nahajal donoj  oz. utrjeni stolp, ki je bil ponovno zgrajen do višine 8 metrov. Originalno zidovje pa je večinoma ohranjeno le do višine kolen. Na zahodu kompleksa se je nahajala še druga kovačija ter levo od grasjkih vrat še druga poslopja. Na zunanji strani grajskega zidu je bila prizidana še mala kapelica z dvema stopniščema. 
Za znanost je Čilberk posebej zato zanimiv, ker je po dokaj kratkem obstoju bil zrušen, tako da dajejo ostanki in manjše najdbe natančno sliko tedanjega vsakdanja.  Zlasti so bili najdeni kovinski deli in ostanki keramike, tako podkve, pasne zaponke, svorniki samostrelov ter deli destilatorja (alembika). 